# Kettering-díj
A Kettering-díjat olyan tudós kapja, aki kutatásaival komoly előrehaladást ért el a rák kezelésének vagy diagnosztizálásának terén. A díjat Charles Ketteringről nevezték el, aki feltaláló, úttörő és igazgató volt a General Motors laboratóriumában.

## A díjazottak
- 2005 Angela Brodie
- 2004 Robert Langer
- 2003 Craig Jordan
- 2002 Brian Druker és Nicholas Lydon
- 2001 David Kuhl és Michael Phelps
- 2000 Monroe Wall és Mansukh Wani
- 1999 Ronald Levy
- 1998 Rodney Withers
- 1997 Herman Suit
- 1996 Malcolm Bagshaw és Patrick Walsh
- 1995 Norbert Brock
- 1994 Laurent Degos és Zhen-yi Wang
- 1993 Gianni Bonadonna és Bernard Fisher
- 1992 Lawrence Einhorn
- 1991 Victor Ling
- 1990 Sir David Cox
- 1989 Mortimer Elkind
- 1988 Sam Shapiro és Philip Strax
- 1987 Basil Hirschowitz
- 1986 Donald Pinkel
- 1985 Paul Lauterbur
- 1984 Barnett Rosenberg
- 1983 III. Emil Frei és Emil Freireich
- 1982 Howard Skipper
- 1981 Edward Donnall Thomas
- 1980 Elwood Jensen
- 1979 Henry Kaplan

## Külső hivatkozások
- Google találatok